# ミニハムずの愛の唄
「ミニハムずの愛の唄」（ミニハムずのあいのうた）は、ミニモニ。がミニハムず名義で発売した1枚目のシングル。ミニモニ。としては3作目のシングル。

## 内容
- 今作は、ハムスターが暮らす架空の国・ハムハムランドで活躍する人気アイドルグループが人間界でデビューしたという設定となっている。
- 東宝配給アニメ映画『劇場版 とっとこハム太郎 ハムハムランド大冒険』の主題歌。劇中にもミニハムずが登場する。また、テレビアニメ『とっとこハム太郎』本編でも第77 - 80話のエンディングテーマとして使用された。
- 同映画のオリジナル・サウンドトラックには収録されておらず、アルバムとして初収録されたのは、2002年6月に発売されたミニモニ。名義のアルバム『ミニモニ。ソング大百科1巻』であり、『とっとこハム太郎』関連のアルバムに収録されたのは、2005年発売の『とっとこハム太郎 ソングコレクション 全主題歌集』である。
- カップリング曲「ミニハムずんたかたった!」は、本編未使用楽曲であり、2022年6月現在、このCD以外には収録されていない。

## 収録曲
全作詞・作曲：つんく、全編曲：渡部チェル
1. ミニハムずの愛の唄
2. ミニハムずんたかたった!
3. ミニハムずの愛の唄 (オリジナル・カラオケ)

## 参加ミュージシャン
- 渡部チェル - キーボード&ピアノ&シンセサイザー＆コーラス(1)
- JUMP MAN - ギター(1)